# Биртлинген
Биртлинген (нем. Birtlingen) — община в Германии, в земле Рейнланд-Пфальц. 
Входит в состав района Айфель-Битбург-Прюм. Подчиняется управлению Битбург-Ланд.  Население составляет 76 человек (на 31 декабря 2010 года). Занимает площадь 2,93 км².
На выборах 2017 года в бундестаг большинство получил Альянс за Германию.